# Адам Тарновски (полски дипломат)
Адам Тарно̀вски (на полски: Adam Tarnowski; роден на 2 март 1892 г. в Якубув, умира на 9 май 1956 г. в Дартфорд) e полски дипломат, посланик и пълномощен министър на Полша в България (1930 – 1941) и министър на външните работи в Правителството на Полша в изгнание (1944 – 1949).

## Биография
Адам Тарновски е син на Людвик Тарновски и Хелена от Рудницки. Завършва факултета по право на Варшавския университет, след това учи и политология в Института по политически науки в Париж. От септември 1914 г. до октомври 1915 г. служи в Полските легиони. През учебната 1917/1918 година е учител по латински в гимназия във Варшава.
От 15 януари 1919 г. работи в Министерството на външните работи: до септември 1919 г. като референт в Литовско-Беларуския департамент на Министерството на външните работи; до юни 1923 г. в политическо-икономическия департамент; от 6 август 1920 г. е секретар в секретариата на Министерството на външните работи на Габриел Нарутович. От 1 август 1923 г. работи в Посолството на Република Полша в Париж; от 16 февруари до 31 октомври 1924 г. – в Посолството на Република Полша в Москва; от 1 януари 1927 г. е ръководител на Отдела за международни организации в политико-икономическия департамент; от 1 юни 1930 г. до 2 март 1941 г. е полски посланик в София.
След това, до 1 септември 1941 г. е генерален секретар на Министерството на външните работи в Лондон. Той е един от противниците на пакта Шикорски-Майски. От 1 октомври 1941 г. до 29 ноември 1944 г. е депутат в емиграционното правителство на Чехословакия. Докато е в емиграция в Лондон се разболява от болест на Паркинсон. 
От 29 ноември 1944 г. до 10 февруари 1949 г. е министър на външните работи в правителството на Томаш Арчишевски, без да принадлежи към нито една партия. Старае се да поддържа дипломатически отношения с възможно повече държави. На 18 февруари 1945 г., след Ялтенската конференция, министър Тарновски връчва обширна протестна нота на британския посланик Оуен О’Мали, която допълва съдържанието на изявлението на премиера Арчишевски и напомня за британските задължения спрямо Полша, които са нарушени в Ялтенската конференция, обаче правителството на Чърчил тогава не вижда възможност за промяна на отношението си към Сталин. 
През февруари 1945 г. е договорено, че на конференцията за учредяване на ООН в Сан Франциско от 25 април 1945 г., Полша ще бъде представена от делегация, ръководена от Адам Тарновски с членове министър Адам Прагер и посланик Едвард Рачински. СССР се противопоставя на това, като изисква Полша да бъде представена от контролираното от Москва временно правителство, за което обаче не са съгласни Великобритания и САЩ.
На 5 юли 1945 г., след като Станислав Миколайчик става вицепремиер и министър на земеделието в правителството на Едвард Осубка-Моравски, британското правителство признава това правителство, което води до изтегляне на признанието за Полското правителство в Лондон. Заради загубата на международно признание на Полското правителство в изгнание, длъжността заемана от Тарновки губи досегашното си значение. В правителството, създадено от Тадеуш Коморовски, Тарновски отново изпълнява длъжността министър на външните работи (от 2 юли 1947 г. до 10 февруари 1949 г.).
След като напуска правителството остава в емиграция във Великобритания и е член на Института за изследване на международни отношения в Лондон.

## Отличия

### Полски
- Голяма лента на Ордена на възродена Полша – посмъртно на 11 май 1956 г. „За безупречна дейност в държавната служба от зараждането на независимостта“.
- Офицерски кръст на Ордена на възродена Полша
- Медал „Десетилетие от възвръщането на свободата“
- Бронзов и сребърен медал за Дългогодишна служба

### Чуждестранни
- Български Орден „Св. Александър“, II степен
- Чехословашки Орден на Белия лъв, III степен
- Френски Орден на почетния легион, III степен
- Френски Орден на почетния легион, II степен
- Румънски Орден на Короната, II степен
- Румънски Орден на Звездата, IV степен

## Публикации
- Адам Тарновски, Two Polish attempts to bring about a Central-East European. A Lecture given by Adam Tarnowski at Polish Heart, 19 октомври 1943 г.